# Brega (musica)
La musica brega nasce in Brasile negli anni sessanta come derivazione della musica "cafona". La sua affermazione tra la Música Popular Brasileira (musica colta) e la musica degli artisti della "nuova guardia" è dovuta alla semplicità del genere e alla estrema musicalità delle melodie.
Esponenti della musica brega sono Waldick Soriano, Márcio Greyck, Amado Batista, Adelino Nascimento, Reginaldo Rossi, Nelson Ned, Paulo Sérgio, Odair Josè, Agnaldo Timòteo, Lindomar Castilho. Anche Raimundo Fagner e Sidney Magal rientrano, seppure solo in parte, nel genere brega.
Il libro Eu não sou cachorro, não di Paulo Cesar de Araùjo mette in luce come anche questo genere musicale fu perseguitato dalla censura all'epoca della dittatura militare. I cantanti brega, al contrario di Chico Buarque, Caetano Veloso, e Vinícius de Moraes, non fuggirono in Europa, e ciò a causa delle loro ristrettezze economiche.
Nel XXI secolo dal Brega nasce una nuova corrente, il tecnobrega, che prende piede nello Stato di Pará e in tutto il Nord-Est; si tratta di musica elettronica che utilizza sample elementari e una batida che lo caratterizza indiscutibilmente. In pochi anni il fenomeno techno brega è diventato portatore di nuovi modelli di marketing, oggi studiati anche da giornalisti americani del calibro di Chris Anderson e oggetto di tesi di laurea o di dottorato nelle università del Brasile. Il techno brega crea un mercato di vendita dei suoi prodotti parallelo ed alternativo a quello delle etichette discografiche. Formazioni come Vicio Louco, Banda Metade, Companha do Techno, Banda.com, Banda Lapada e molte altre contribuiscono al successo di questo originale genere musicale. Solo nel 2007 la band Compagni di Merengue esporta il techno brega in Europa facendolo diventare un genere diffuso e conosciuto.